# Facundo Quignon
Facundo Quignon (Buenos Aires, 1993. május 2. –) argentin labdarúgó, a Belgrano középpályása.

## Pályafutása
Quignon Argentína fővárosában, Buenos Airesben született. Az ifjúsági pályafutását a River Plate akadémiájánál kezdte.
2013-ban mutatkozott be a River Plate felnőtt keretében. 2013-ban a San Lorenzo szerződtette. A 2016–17-es szezonban a Newell’s Old Boys csapatát erősítette kölcsönben. 2018-ban a Lanúshoz igazolt. 2021. június 14-én 2½ éves szerződést kötött az észak-amerikai első osztályban szereplő Dallas együttesével. Először a 2021. június 20-ai, Minnesota United ellen 1–1-es döntetlennel zárult mérkőzésen lépett pályára. Első gólját 2022. április 23-án, a Houston Dynamo ellen hazai pályán 2–1-re megnyert találkozón szerezte meg. 2024 januárjában visszatért Argentínába és a Belgranónál folytatta pályafutását.

## Statisztikák
2023. május 21. szerint
| Klub     | Szezon   | Osztály  | Bajnokság | Bajnokság | Kupa  | Kupa | Nemzetközi | Nemzetközi | Összesen | Összesen |
| Klub     | Szezon   | Osztály  | Meccs     | Gól       | Meccs | Gól  | Meccs      | Gól        | Meccs    | Gól      |
| -------- | -------- | -------- | --------- | --------- | ----- | ---- | ---------- | ---------- | -------- | -------- |
| Dallas   | 2021     | MLS      | 18        | 0         | 0     | 0    | —          | —          | 18       | 0        |
| Dallas   | 2022     | MLS      | 27        | 2         | 0     | 0    | —          | —          | 27       | 2        |
| Dallas   | 2023     | MLS      | 13        | 1         | 1     | 0    | —          | —          | 14       | 1        |
| Összesen | Összesen | Összesen | 58        | 3         | 1     | 0    | 0          | 0          | 59       | 3        |